# Le Plessis-Hébert
Le Plessis-Hébert is een gemeente in het Franse departement Eure (regio Normandië) en telt 345 inwoners (1999). De plaats maakt deel uit van het arrondissement Évreux.

## Geografie
De oppervlakte van Le Plessis-Hébert bedraagt 11,8 km², de bevolkingsdichtheid is 29,2 inwoners per km².
De onderstaande kaart toont de ligging van Le Plessis-Hébert met de belangrijkste infrastructuur en aangrenzende gemeenten.

## Demografie
Onderstaande figuur toont het verloop van het inwonertal (bron: INSEE-tellingen).